# Blavor
 Ovo je glavno značenje pojma Blavor. Za ribu blavor pogledajte Gušter (riba).
Blavor (Pseudopus apodus; sinonim Ophisaurus apodus) je krupni, zmijoliki gušter žućkasto-smeđe boje, naraste do 1 m. 
Vrlo je brz i pokretljiv i teško ga je pratiti. Najčešće se hrani guštericama, sitnim toplokrvnim životinjama (osobito miševima), ptičjim jajima, puževima, skakavcima i ostalim kukcima, a ponekad i zmijama. Ljudi se bezrazložno boje blavora, iako je vrlo korisna životinja. 

## Stanište
Naseljava niža područja do visine od nekoliko stotina metara, ali se najčešće nalazi na otvorenim područjima s livadama, poljima i grmljem, također i na krškim predjelima bez raslinja. Rasprostranjen je u južnom dijelu Balkanskog poluotoka, od Istre do delte Dunava, također u Turskoj.

## Razmnožavanje
Blavori, što je neobično, razmnožavaju se ili polaganjem jaja ili liježu žive mlade.

## Podvrste
- Pseudopus apodus apodus (Pallas, 1775)
- Pseudopus apodus thracius (Obst, 1978)

## Sinonimi
1. Lacerta apoda Pallas, 1775
2. Lacerta apus Shaw & Nodder, 1799
3. Ophisaurus apodus Mertens & Müller, 1928
4. Ophisaurus apus Boulenger, 1885
5. Pseudopus durvillii Cuvier, 1829
6. Pseudopus fischeri Ménestriés, 1832
7. Pseudopus pallasii Duméril & Bibron, 1839
8. Pseudopus serpentinus Merrem, 1820
9. Sheltopusik didactylus Latreille, 1802